# Hériman de Tournai
Hériman de Tournai (connu également comme Hériman de Laon), né vers 1095 et décédé après 1147, était un moine bénédictin, chroniqueur et troisième abbé de son abbaye, Saint-Martin de Tournai, de 1127 à 1137. 

## Biographie
Hériman participe comme diacre au concile de Reims de 1119. Il fut élève de saint Odon de Tournai, plus tard évêque de Cambrai, qu’il proposera comme modèle d’enseignant au début de son livre. Odon est celui qui releva la vie monastique en des bâtiments et église abandonnés de Tournai, en s’y établissant avec quelques disciples: ce sera l’abbaye Saint-Martin.  En 1127 Hériman en est élu le troisième abbé.   
Au-delà de la chronique d’événements strictement liés à son abbaye Hériman observe le monde de son temps, se révélant ‘historien social’. Contraint en 1136 à démissionner de sa responsabilité abbatiale par un groupe de moines qui l’estiment trop accommodant dans l’observation de la règle bénédictine dans la vie communautaire. Il doit quitter son abbaye et a le loisir de voyager. Il visite Rome en 1140 à 1142. Alors qu’il se trouve à Rome il écrit son livre ‘Liber de Restauratione monasterii sancti Martini Tornacensis’ (chronique de la restauration de l’ancien monastère, de 1090 à 1097), quelque 50 ans après la peste et famine qui ravagea la ville en 1090.
À la suite de son expulsion de son monastère Hériman passe quelque temps à Laon d’où l’évêque Barthélemy de Jur l’envoie en Espagne pour y récupérer le corps de saint Vincent de Saragosse, reliques qu’Alphonse, roi d’Aragon avait promis de faire parvenir à Laon. 
Hériman profite du temps qu’il passe en Espagne (probablement de 1142 à 1145) pour recopier le manuscrit de théologie mariale d’Ildefonse, archevêque de Tolède, qui lui est utile pour la publication de son œuvre ‘De miraculis beatae Mariae Laudunensis’ (Des miracles de la bienheureuse Marie de Laon). L’œuvre fait le lien entre le renouveau de vie spirituelle, perceptible dans le diocèse de Laon sous Barthélemy de Jur, à l’intervention particulière de la Vierge Marie dont des reliques circulent d’église en église en France centrale et Angleterre, en vue de récolter des fonds pour la reconstruction de la cathédrale de Laon récemment détruite par le feu.  Herman écrit cette œuvre pseudépigraphiquement, se présentant comme chanoine de la cathédrale de Laon. Il s’en excuse dans sa dédicace à l’évêque Barthélemy, s’estimant «indigne d’écrire son petit nom» au bas de ces pages.
Hériman de Tournai part pour la Terre sainte en 1147, se joignant sans doute à la deuxième croisade. C’est là qu’il serait mort à une date inconnue.

## Écrits
- (Herimannus Abbas):  Liber de Restauratione monasterii sancti Martini Tornacensis, vers 1140.
  - édition critique par R.B.C. Huygens,  Turnhout : Brepols, 2010, 233pp.
  - traduction anglaise par Lynn Harry Nelson, The restoration of the Monastery of Saint Martin of Tournai, (series: Medieval Texts in Translation), Washington DC,  Catholic University of America Press, 1996.
- De miraculis beatae Mariae Laudunensis